# Jasynuwatka (hromada Onufrijiwka)
Jasynuwatka (ukr. Ясинуватка) – wieś na Ukrainie, w obwodzie kirowohradzkim, w rejonie aleksandryjskim. W 2001 liczyła 53 mieszkańców, spośród których 52 posługiwało się językiem ukraińskim, a 1 rosyjskim.